# STS-51-C
STS-51-C (englisch Space Transportation System) ist eine Missionsbezeichnung für das US-amerikanische Space Shuttle Discovery (OV-103) der NASA. Der Start erfolgte am 24. Januar 1985. Es war die 15. Space-Shuttle-Mission und der dritte Flug der Raumfähre Discovery.

## Mannschaft

### Hauptmannschaft
- Thomas Mattingly (3. Raumflug), Kommandant
- Loren Shriver (1. Raumflug), Pilot
- James Buchli (1. Raumflug), Missionsspezialist
- Ellison Onizuka (1. Raumflug), Missionsspezialist
- Gary Payton (1. Raumflug), Nutzlastspezialist

### Ersatz
- Keith Wright für Payton

Payton und Wright gehörten nicht der NASA an, sondern wurden von der US-Luftwaffe als militärische Nutzlastspezialisten (Manned Spaceflight Engineers) für diesen Flug ausgewählt.

## Missionsüberblick
STS-51-C war eine militärische Mission im Auftrag des US-Verteidigungsministeriums.
Gemäß der ursprünglichen Planung hätte die Mission durch den Shuttle Challenger geflogen werden sollen. Dieser stand jedoch wegen Problemen mit den Hitzeschutzkacheln noch nicht zur Verfügung.
Aufgrund der kalten Witterung musste der Start um einen Tag verschoben werden.
Missionsziel war die Aussetzung des geostationären Aufklärungssatelliten Magnum über der Sowjetunion. Einzelheiten unterlagen damals der Geheimhaltung.